# Juan de Homedes
Juan de Homedes y Coscon, conosciuto anche col nome di Jean de Homedes (1477 circa – Malta, 6 settembre 1553), è stato Gran Maestro dell'Ordine di Malta dal 1536 fino alla sua morte.

## Biografia
Di origini spagnole, durante il suo regno tese a consolidare il potere dell'Ordine su Malta costruendo nuove fortificazioni per difendere l'isola dai continui attacchi dei corsari turchi provenienti dalle coste berbere della Tunisia.
Ad ogni modo, fu sotto il suo regno che, nel 1551, i cavalieri persero la loro fortezza nordafricana di Tripoli in favore degli ottomani, comandati dal famoso Capitano corsaro Turgut Reis (Dragut) e dall'Ammiraglio arabo Sinān. Homedes addossò la colpa al Governatore militare di Tripoli, Gaspard de Vallier, che venne deposto ed imprigionato. De Vallier venne in seguito riabilitato dal Gran Maestro Jean Parisot de la Valette.
Venne sepolto dapprima nella Cappella di Sant'Anna del Forte Sant'Angelo a Vittoriosa, poi fu traslato nella Concattedrale di San Giovanni a La Valletta.